# Luke Grimes
Luke Timothy Grimes (* 21. ledna 1984 Dayton) je americký herec a hudebník. Je známý známý například svými rolemi ve filmu Americký sniper (2014 – role Marca Alana Lee) nebo v třídílné sérii Padesát odstínů (2015, 2017, 2018 – role Elliota Greye). Objevil se však také ve dvou televizních seriálech.

## Život
Luke Grimes pochází z rodiny letničho pastora, je nejmladší ze čtyř dětí. Naučil se hrát na bicí v kostele. Navštěvoval Americkou akademii dramatických umění v New Yorku, dokončil ji v roce 2004. Poté se přestěhoval do Los Angeles, aby se stal hercem; objevil se ve filmech Všichni milují Mandy Lane z roku 2006 a War Eagle, Arkansas z roku 2007.
Poprvé se proslavil svým ztvárněním Ryana Laffertyho v seriálu Bratři a sestry (2006–2011, celkem se objevil ve 34 epizodách seriálu). V roce 2012 následovala role ve filmu 96 hodin: Odplata a v roce 2013 opakovaná role v seriálu Pravá krev. Na konci října 2013 byl Luke Grimes angažován pro roli Elliotta Graye ve filmové adaptaci prvního dílu série Padesát odstínů šedi.